# Postupimský den

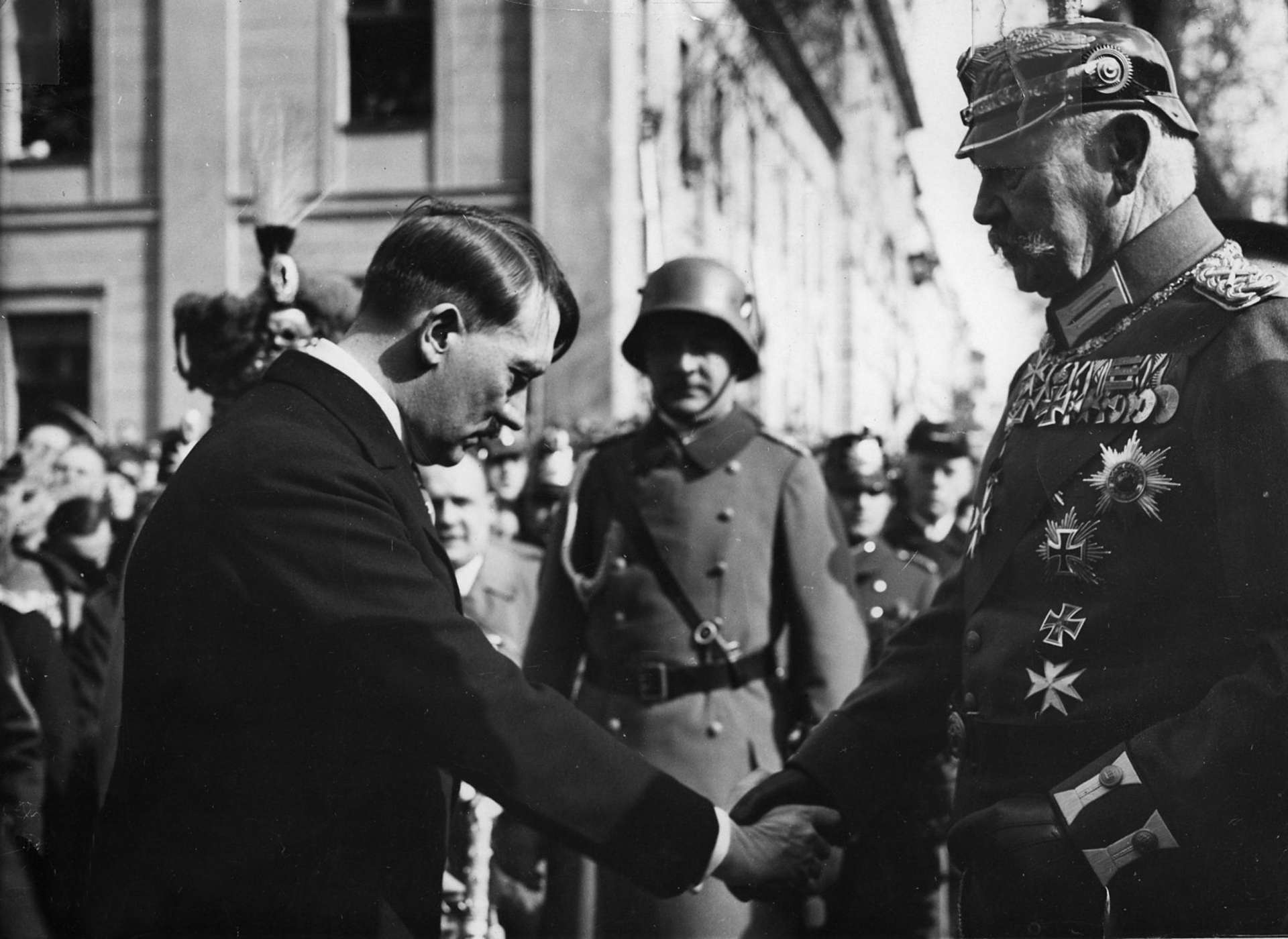
Říšský kancléř Adolf Hitler se uklání před říšským prezidentem Paulem von Hindenburg a podává mu ruku. Tímto demonstrativním gestem chtěl vyvolat dojem, že Hindenburg je skutečnou hlavou státu a od Hitlera nevychází žádné nebezpečí. Byl to Hitlerův jediný veřejný výstup v cutu a cylindru.

Postupimský den, německy Tag von Potsdam (kdysi též Den národní obnovy / Tag der nationalen Erneuerung) byl slavnostní akt ze dne 21. března 1933, při němž NSDAP a němečtí konzervativci z DNVP pod Hindenburgovým vedením slavnostně vyhlásili před německým národem svoji následnou jednotu v činech. K aktu došlo po svolání nového Říšského sněmu a byl po celém Německu přenášený rozhlasem. Akční jednota a následné sloučení nacistů a konzervativců zůstalo platné až do konce války v roce 1945.